# (32003) 2000 HN51
2000 HN51 (asteroide 32003) é um asteroide da cintura principal. Possui uma excentricidade de 0.10474090 e uma inclinação de 7.36946º.
Este asteroide foi descoberto no dia 29 de abril de 2000 por LINEAR em Socorro.